# جونيور باروس
جونيور باروس (19 أبريل 1993 في البرازيل – )؛ هو لاعب كرة قدم كان يلعب كمهاجم.

## وصلات خارجية
- جونيور باروس على موقع رابطة كرة القدم اليابانية للمحترفين (اليابانية)
- جونيور باروس على موقع قاعدة بيانات كرة القدم.إي يو (الإنجليزية)
- جونيور باروس على موقع Soccerway.com (الإنجليزية)
- جونيور باروس على موقع عالم كرة القدم.نت (الإنجليزية)